# Curral Velho (Cap Verd)
Curral Velho (crioll capverdià Kurral Bédju) és un llogaret desert al sud de l'illa de Boa Vista, a Cap Verd. Està situada a la costa meridional, a uns 25 kilòmetres al sud de Sal Rei. El proper Ilhéu de Curral Velho i la costa adjacent són una àrea important per als ocells, aiguamoll designat pel conveni de Ramsar d'importància internacional el 18 de juliol del 2005.
Recentment, el 2010, es va construir el nou complex hoteler davant de la platja i conté alguns hotels i diverses viles, el seu accés era només possible per pistes i vies connectades fins que es va construir la nova carretera pavimentada Rabil-Curral Velho en 2009 i inaugurada el 2011. El turisme és ara la indústria principal del llogaret, però no és activa a la part occidental de l'illa.

## Galeria

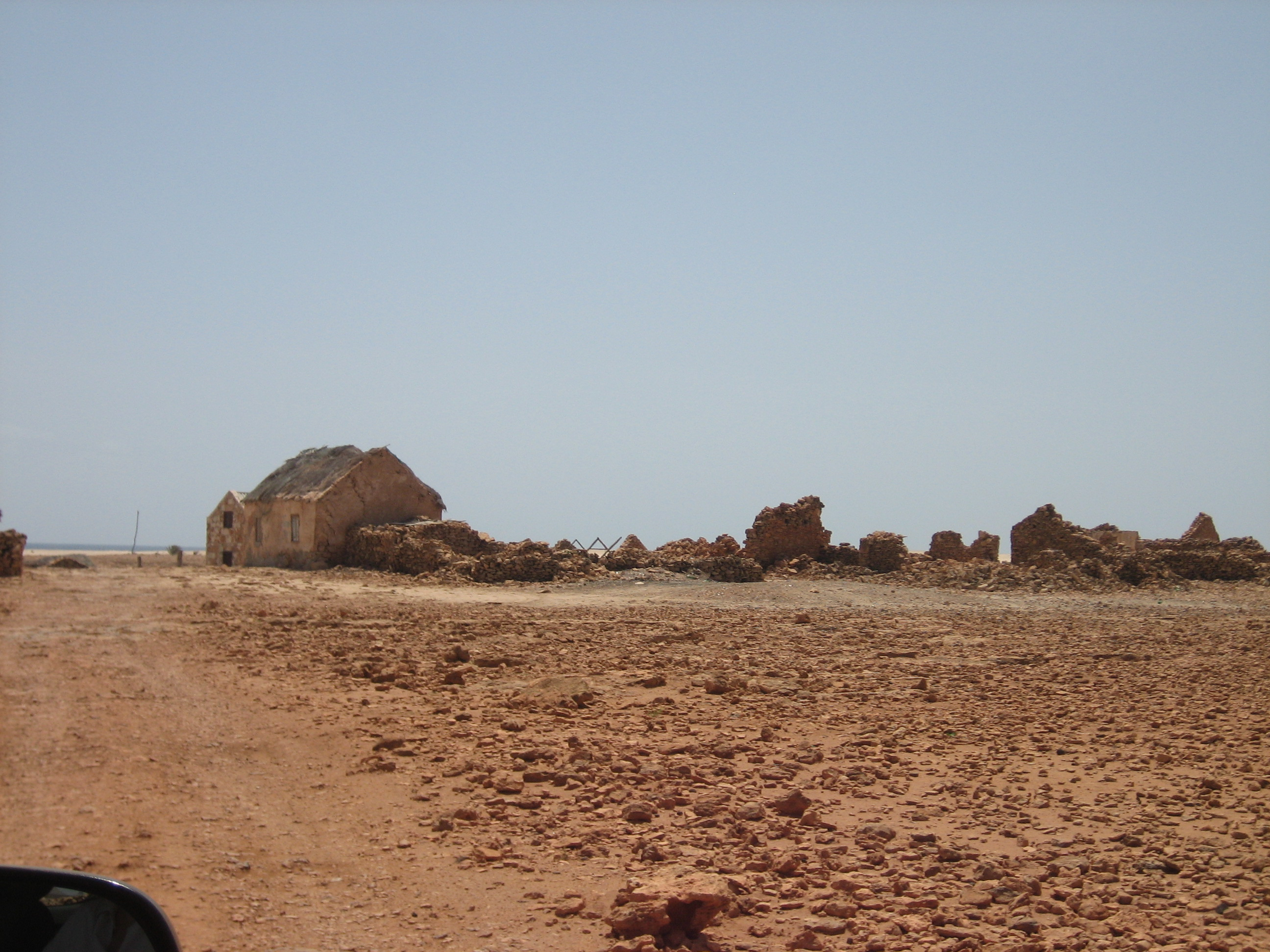
Curral Velho vist des del nord
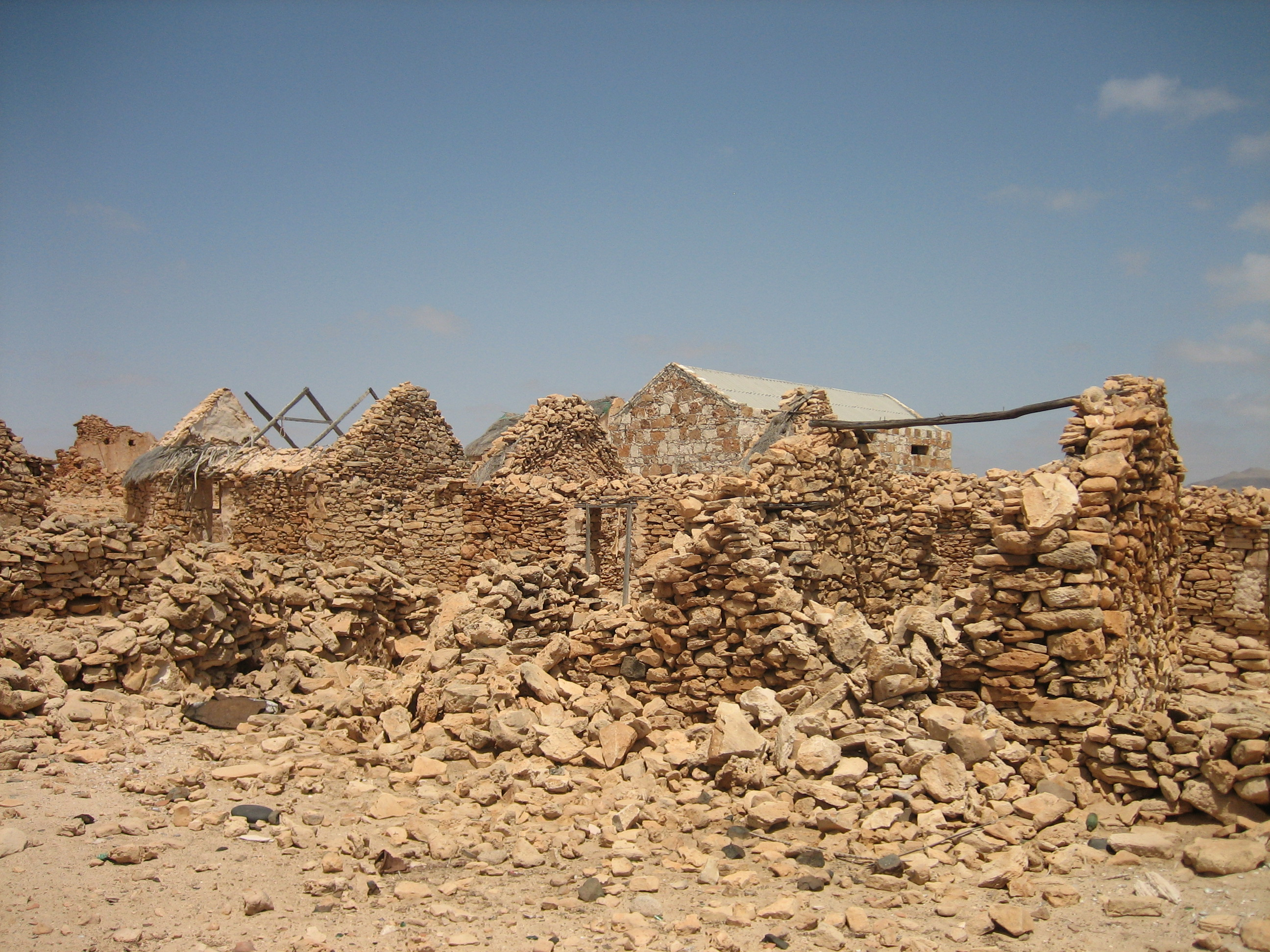
Les ruïnes davant Curral Velho
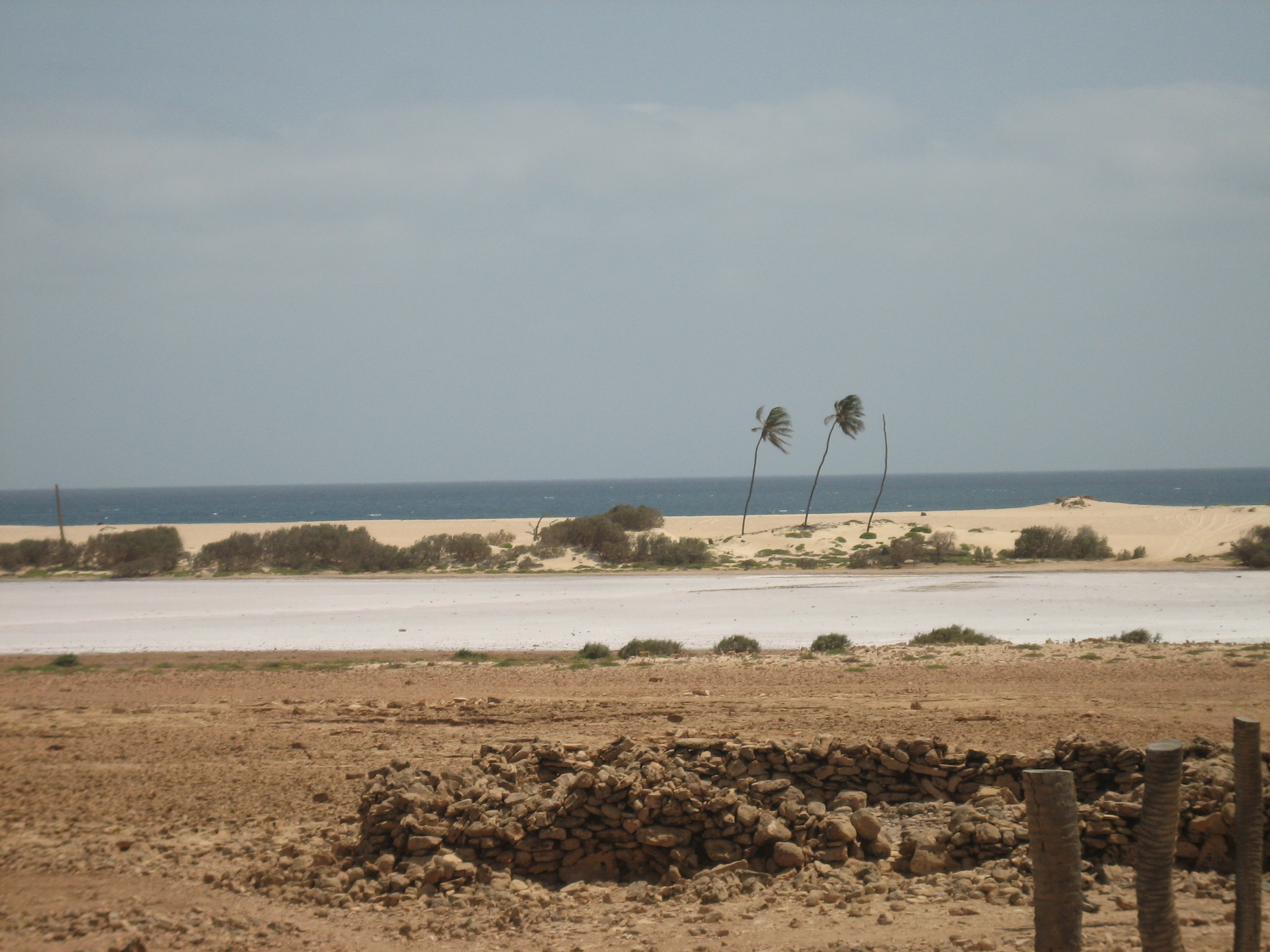
Platja sud de Curral Velho